# Giorgio Antoniotto
Giorgio Antoniotto d'Adurni, (Ducat de Milà, 1680 – Calais, (França), 1766), fou un violoncel·lista i compositor italià.
Al voltant de l'any 1750 marxà a Londres on residí més de vint anys, i en tornar a la seva pàtria el 1770 presentà a mossèn Sacchi (1708-88), i aquest aprovà, un projecte sobre la possibilitat de fer escoltar a la vegada totes les notes de l'escala. Johnson traduí i publicà una obra d'aquest autor, titulada Arte armonico, que no tingué gaire bona acollida. A més va publicar les composicions Dotze sonates per a violoncel o viola di gamba.